# Lerista puncticauda
Lerista puncticauda är en ödleart som beskrevs av  Storr 1991. Lerista puncticauda ingår i släktet Lerista och familjen skinkar. Inga underarter finns listade i Catalogue of Life.